# Horst Gobrecht

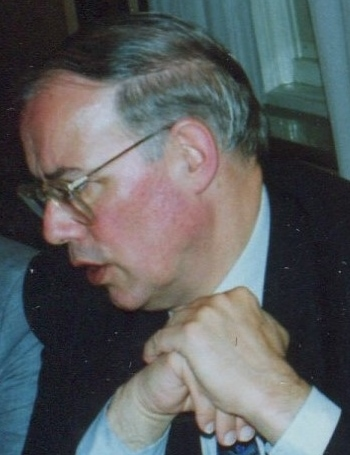
Horst Gobrecht

Horst Gobrecht (* 19. November 1936 in Hamburg; † 26. Januar 2015) war ein deutscher Politiker der Sozialdemokratischen Partei Deutschlands (SPD) und Mitglied des Deutschen Bundestages und der Hamburgischen Bürgerschaft.

## Leben und Politik
Gobrecht wurde als Sohn eines Lebensmittelgroßhändlers geboren. Nach dem Schulbesuch arbeitete er 1955/56 im Betrieb seines Vaters, wechselte dann in den Dienst der Hamburger Steuerverwaltung und wurde dort zuletzt zum Steuerrat befördert. Von 1976 bis 1984 sowie seit 1991 war er als selbständiger Steuerberater tätig.
Er trat 1959 in die SPD ein, schloss sich den Jusos an und war von 1961 bis 1967 Mitglied im Landesvorstand der Hamburger Jungsozialisten. Von 1974 bis 1978 war er Kreisvorsitzender des SPD-Unterbezirks Hamburg-Altona/Elbvororte und gleichzeitig Mitglied im Landesvorstand der Hamburger Sozialdemokraten.

### Deutscher Bundestag
Gobrecht wurde bei der Bundestagswahl 1976 über ein Direktmandat im Wahlkreis Hamburg-Altona in den Deutschen Bundestag gewählt und war dort seit 1979 Obmann der SPD-Fraktion im Finanzausschuss. In den Jahren 1980 und 1983 wurde er direkt wiedergewählt. Nach seiner Berufung zum Hamburger Finanzsenator legte er am 29. Juni 1984 sein Bundestagsmandat nieder.

### Hamburgische Bürgerschaft
Von 1984 bis 1987 bekleidete er das Amt als Finanzsenator in Hamburg. Er übernahm das Amt am 30. Mai 1984 während der 11. Wahlperiode für den am 3. Mai zurückgetretenen Jörg König (SPD). Von 1988 bis 1991 war er Bevollmächtigter Hamburgs beim Bund. Diesen Senatsposten trat er während der 13. Wahlperiode am 8. Juni 1988 als Nachfolger von Alfons Pawelczyk (SPD) an.
In seiner Tätigkeit als Mitglied der Hamburgischen Bürgerschaft war er unter anderem im Ausschuss für Häfen, Wirtschaft und Landwirtschaft, im Rechtsausschuss und im Kulturausschuss.
Nach seiner Aktiven Parlamentarischen Arbeit war er noch Mitglied des Entwicklungspolitischen Beirats des Senats. 2004 traten er und sechs weitere Mitglieder von dem Posten zurück, weil sie mit dem Staatsrat Reinhard Stuth (CDU) keine konstruktive Zusammenarbeit mehr leisten könnten.

## Weitere Ämter und Mitgliedschaften
Ab 1997 war Gobrecht Honorarkonsul der Republik Nicaragua in Hamburg. Zudem war er Gründungsmitglied des Kinderhilfswerks Plan und ab 1993 im Kuratorium der Organisation. Horst Gobrecht war Vorsitzender des Vorstandes des Vereines Wirtschaftsforum Hamburg, der u. a. Vortragsveranstaltungen zu wirtschaftspolitischen Themen ausrichtet. Von 2006 bis 2013 war er zudem Aufsichtsratsvorsitzender beim Bund der Versicherten.